# IC 4083
IC 4083 је спирална галаксија у сазвјежђу Ловачки пси која се налази на листи објеката дубоког неба у Индекс каталогу.
Деклинација објекта је + 38° 8' 32" а ректасцензија 13h 1m 38,7s. Привидна величина (магнитуда) објекта IC 4083 износи 15,5 а фотографска магнитуда 16,5.